# 間諜 (2012年電影)
《間諜》（韓語：간첩，直譯為「間諜」）是一部2012年上映的韓國喜劇諜報片，講述比起身份被曝光更怕艱難生活的一群間諜們之故事。

## 演員陣容
- 金明民：金科長
- 廉晶雅：姜代理
- 柳海真：崔部長
- 邊希峰：尹顧問
- 鄭糠雲：禹代理
- 鄭滿植：韓組長
- 千寶根：金科長的兒子，少棒球員。
- 吳光祿

## 外部連結
- NAVER電影 （页面存档备份，存于）